# المجلس الوطني التشيكي
المجلس الوطني التشيكي هو الهيئة التشريعية للجمهورية التشيكية منذ عام 1968 عندما تم إنشاء الجمهورية التشيكية كدولة عضو في الاتحاد التشيكي السلوفاكي. تم تحويله قانونيا إلى مجلس النواب وفقا للدستور (القانون رقم 1/1993 Coll.) بسبب حل تشيكوسلوفاكيا في عام 1992.